# Tour of the Americas '75
Tour of the Americas '75 (případně označováno zkratkou TOTA '75) bylo koncertní turné britské rockové skupiny The Rolling Stones, které se konalo po Spojených státech a Kanadě. Původně se mělo jednat o rozsáhlé turné přes dva kontinenty (odtud název turné), přičemž skupina měla vůbec poprvé vystoupit v Jižní Americe, koncerty však byly posléze zrušeny. Jednalo se o první turné s kytaristou Ronniem Woodem, který na turné nahradil Micka Taylora.

## Seznam písní
1. "Fanfare for the Common Man"[pozn. 1] (Intro) (Aaron Copland)
2. "Honky Tonk Women"
3. "All Down the Line"
4. "If You Can't Rock Me"/"Get Off of My Cloud"
5. "Star Star"
6. "Gimme Shelter"
7. "Ain't Too Proud to Beg" (cover od The Temptations)
8. "You Gotta Move" (cover od Freda McDowella)
9. "You Can't Always Get What You Want"
10. "Happy"
11. "Tumbling Dice"
12. "Doo Doo Doo Doo Doo (Heartbreaker)"
13. "Fingerprint File"
14. "It's Only Rock 'n Roll (But I Like It)"
15. "Angie"
16. "Wild Horses"
17. "That's Life" (píseň Billyho Prestona; zpěv Preston)
18. "Outa-Space" (píseň Billyho Prestona)
19. "Brown Sugar"
20. "Midnight Rambler"
21. "Rip This Joint"
22. "Street Fighting Man"
23. "Jumpin' Jack Flash"

Ostatní písně
- "Luxury"
- "Sympathy for the Devil"
- "Cherry Oh Baby" (cover od Erica Donaldsona)
- "Dance Little Sister"
- "Sure the One You Need" (píseň Ronnieho Wooda)
- "Rocks Off"

## Sestava
The Rolling Stones
- Mick Jagger – zpěv, harmonika, kytara ("Fingerprint File")
- Keith Richards – kytara, zpěv
- Bill Wyman – baskytara, syntezátor ("Fingerprint File")
- Charlie Watts – bicí, perkuse

- Ronnie Wood[pozn. 2] – kytara, doprovodné vokály, baskytara ("Fingerprint File")

Ostatní hudebníci
- Ian Stewart – klavír
- Billy Preston – klávesy, zpěv
- Ollie Brown – perkuse, bicí ("That's Life", "Outa-Space")

Hosté
- 22.–27. června 1975, Madison Square Garden, New York:[5]
  - The Steel Association – perkuse ("Sympathy for the Devil")
- 22. června 1975, Madison Square Garden, New York:[6]
  - Eric Clapton – kytara ("Sympathy for the Devil")
- 27. června 1975, Madison Square Garden, New York:[7]
  - Carlos Santana – kytara ("Sympathy for the Devil")
- 9.–13. července 1975, The Forum, Los Angeles:[8]
  - Steve Madaio – trubka
  - Trevor Lawrence – saxofon
  - Bobby Keys – saxofon
  - The Steel Association – perkuse ("Sympathy for the Devil")
- 13. července 1975, The Forum, Los Angeles:[8]
  - Jesse Ed Davis – kytara ("Sympathy for the Devil")
- 20. července 1975, Hughes Stadium, Fort Colins:[9]
  - Elton John – klavír ("Honky Tonk Women")

## Seznam koncertů
| Datum             | Město           | Stát            | Místo                                    | Předkapela                                                           |
| Severní Amerika   | Severní Amerika | Severní Amerika | Severní Amerika                          | Severní Amerika                                                      |
| ----------------- | --------------- | --------------- | ---------------------------------------- | -------------------------------------------------------------------- |
| 1. června 1975    | Baton Rouge     | Spojené státy   | LSU Assembly Center                      | ―                                                                    |
| 3. června 1975    | San Antonio     | Spojené státy   | San Antonio Convention Center            | ―                                                                    |
| 4. června 1975    | San Antonio     | Spojené státy   | San Antonio Convention Center            | ―                                                                    |
| 6. června 1975    | Kansas City     | Spojené státy   | Arrowhead Stadium                        | Eagles, Rufus, The Gap Band                                          |
| 8. června 1975    | Milwaukee       | Spojené státy   | Milwaukee County Stadium                 | Eagles, Rufus, The Gap Band                                          |
| 9. června 1975    | Saint Paul      | Spojené státy   | St. Paul Civic Center                    | Billy Preston                                                        |
| 11. června 1975   | Boston          | Spojené státy   | Boston Garden                            | Billy Preston                                                        |
| 12. června 1975   | Boston          | Spojené státy   | Boston Garden                            | Billy Preston                                                        |
| 14. června 1975   | Cleveland       | Spojené státy   | World Series of Rock – Cleveland Stadium | Tower of Power, The J. Geils Band, Joe Vitale's Madmen               |
| 15. června 1975   | Buffalo         | Spojené státy   | Buffalo Memorial Auditorium              | ―                                                                    |
| 17. června 1975   | Toronto         | Kanada          | Maple Leaf Gardens                       | ―                                                                    |
| 18. června 1975   | Toronto         | Kanada          | Maple Leaf Gardens                       | ―                                                                    |
| 22. června 1975   | New York City   | Spojené státy   | Madison Square Garden                    | Eagles, Rufus, The Gap Band                                          |
| 23. června 1975   | New York City   | Spojené státy   | Madison Square Garden                    | Eagles, Rufus, The Gap Band                                          |
| 24. června 1975   | New York City   | Spojené státy   | Madison Square Garden                    | Eagles, Rufus, The Gap Band                                          |
| 25. června 1975   | New York City   | Spojené státy   | Madison Square Garden                    | Eagles, Rufus, The Gap Band                                          |
| 26. června 1975   | New York City   | Spojené státy   | Madison Square Garden                    | Eagles, Rufus, The Gap Band                                          |
| 27. června 1975   | New York City   | Spojené státy   | Madison Square Garden                    | Eagles, Rufus, The Gap Band                                          |
| 29. června 1975   | Filadelfie      | Spojené státy   | Spectrum                                 | ―                                                                    |
| 30. června 1975   | Filadelfie      | Spojené státy   | Spectrum                                 | Eagles, The Commodores                                               |
| 1. července 1975  | Landover        | Spojené státy   | Capital Centre                           | Eagles, Rufus, The Gap Band                                          |
| 2. července 1975  | Landover        | Spojené státy   | Capital Centre                           | Eagles, Rufus, The Gap Band                                          |
| 4. července 1975  | Memphis         | Spojené státy   | Memphis Memorial Stadium                 | The J. Geils Band, The Charlie Daniels Band, The Meters, Furry Lewis |
| 6. července 1975  | Dallas          | Spojené státy   | Cotton Bowl                              | Eagles, Monstrose, Trapeze                                           |
| 9. července 1975  | Inglewood       | Spojené státy   | The Forum                                | Eagles, Rufus, The Gap Band                                          |
| 10. července 1975 | Inglewood       | Spojené státy   | The Forum                                | Eagles, Rufus, The Gap Band                                          |
| 11. července 1975 | Inglewood       | Spojené státy   | The Forum                                | Eagles, Rufus, The Gap Band                                          |
| 12. července 1975 | Inglewood       | Spojené státy   | The Forum                                | Eagles, Rufus, The Gap Band                                          |
| 13. července 1975 | Inglewood       | Spojené státy   | The Forum                                | Eagles, Rufus, The Gap Band                                          |
| 15. července 1975 | Daly City       | Spojené státy   | Cow Palace                               | The Meters                                                           |
| 16. července 1975 | Daly City       | Spojené státy   | Cow Palace                               | The Meters                                                           |
| 18. července 1975 | Seattle         | Spojené státy   | Seattle Center Coliseum                  | ―                                                                    |
| 20. července 1975 | Fort Collins    | Spojené státy   | Hughes Stadium                           | ―                                                                    |
| 22. července 1975 | Chicago         | Spojené státy   | Chicago Stadium                          | The Crusaders                                                        |
| 23. července 1975 | Chicago         | Spojené státy   | Chicago Stadium                          | Electric Light Orchestra                                             |
| 24. července 1975 | Chicago         | Spojené státy   | Chicago Stadium                          | Electric Light Orchestra                                             |
| 26. července 1975 | Bloomington     | Spojené státy   | Assembly Hall                            | The Crusaders                                                        |
| 27. července 1975 | Detroit         | Spojené státy   | Cobo Arena                               | ―                                                                    |
| 28. července 1975 | Detroit         | Spojené státy   | Cobo Arena                               | ―                                                                    |
| 30. července 1975 | Atlanta         | Spojené státy   | Omni Coliseum                            | The Meters                                                           |
| 31. července 1975 | Greensboro      | Spojené státy   | Greensboro Memorial Coliseum             | The Meters                                                           |
| 2. srpna 1975     | Jacksonville    | Spojené státy   | Gator Bowl Stadium                       | Atlanta Rhytm Section, Rufus, The J. Geils Band                      |
| 4. srpna 1975     | Louisville      | Spojené státy   | Freedom Hall                             | The Outlaws                                                          |
| 6. srpna 1975     | Hampton         | Spojené státy   | Hampton Coliseum                         | The Outlaws                                                          |
| 8. srpna 1975     | Orchard Park    | Spojené státy   | Rich Stadium                             | Rufus, The Gap Band, The Outlaws                                     |